# Scytodes camerunensis
Espèce
Scytodes camerunensis est une espèce d'araignées aranéomorphes de la famille des Scytodidae.

## Distribution
Cette espèce est endémique du Cameroun.

## Description
La femelle holotype mesure 3 mm.

## Étymologie
Son nom d'espèce, composé de camerun et du suffixe latin -ensis, « qui vit dans, qui habite », lui a été donné en référence au lieu de sa découverte, le Cameroun.

## Publication originale
- Strand, 1906 : Tropischafrikanische Spinnen des Kgl. Naturalien-kabinetts in Stuttgart. Jahreshefte des Vereins für Vaterländische Naturkunde in Württemberg, vol. 62, p. 13-103 (texte intégral).